# Chalepoxenus brunneus
Chalepoxenus brunneus е вид ципокрило насекомо от семейство Мравки (Formicidae). Видът е уязвим и сериозно застрашен от изчезване.

## Разпространение
Разпространен е в Алжир и Мароко.